# Football Club Lourdais Hautes-Pyrénées
El Football Club Lourdais Hautes-Pyrénées és un club de rugbi a 15 francès de al ciutat de Lorda que ha jugat la temporada 2007-2008 a la tercera divisió (Fédérale 1).
Aquest club prestigiós (va romandre imbatut a domicili de 1948 fins a 1960) és el tradicional organitzador del Challenge Béguère, que pren el nom d'Antoine Béguère, president durant els 15 anys daurats de la postguerra. En aquella època el FC Lourdes comptava amb 8 internacionals el 1948 i encara 7 el 1958.

## Palmarès
- Campionat de França de rugbi a 15 (Bouclier de Brennus):
  - Campió: 1948, 1952, 1953, 1956, 1957, 1958, 1960 i 1968 (8)
  - Finalista: 1945, 1946 i 1955
- Challenge Yves du Manoir:
  - Campió: 1953, 1954, 1956, 1966, 1967 i 1981
  - Finalista: 1977
- Copa de França de rugbi a 15: 
  - Campió: 1950 i 1951
  - Finalista: 1948 i 1984
- Challenge Antoine Béguère: 
  - Campió: 1962, 1963, 1967, 1974, 1976 i 1977
  - Finalista: 1969 i 1990

## Les finals del FC Lourdes

### Championnat de France
| Data de la final   | Vencedor        | Finalista             | Resultat | Lloc de la final                | Espectadors |
| 7 d'abril de 1945  | SU Agen         | FC Lourdes            | 7-3      | Parc des Princes, París         | 30.000      |
| 24 de març de 1946 | Section paloise | FC Lourdes            | 11-0     | Parc des Princes, París         | 30.000      |
| 18 d'abril de 1948 | FC Lourdes      | RC Toulon             | 11-3     | Stade des Ponts Jumeaux, Tolosa | 29.753      |
| 4 de maig de 1952  | FC Lourdes      | USAP Perpinyà         | 20-11    | Stadium Municipal, Tolosa       | 32.500      |
| 17 de maig de 1953 | FC Lourdes      | Stade Montois         | 21-16    | Stadium Municipal, Tolosa       | 32.500      |
| 22 de maig de 1955 | USAP Perpinyà   | FC Lourdes            | 11-6     | Parc Lescure, Bordeus           | 39.764      |
| 3 de juny de 1956  | FC Lourdes      | US Dax                | 20-0     | Stadium Municipal, Tolosa       | 38.426      |
| 26 de maig de 1957 | FC Lourdes      | Racing club de France | 16-13    | Stade de Gerland, Lió           | 30.000      |
| 18 de maig de 1958 | FC Lourdes      | SC Mazamet            | 25-8     | Stadium Municipal, Tolosa       | 37.164      |
| 22 de maig de 1960 | FC Lourdes      | AS Béziers            | 14-11    | Stadium Municipal, Tolosa       | 37.200      |
| 16 de juny de 1968 | FC Lourdes      | RC Toulon             | 9-9 AP 1 | Stadium Municipal, Tolosa       | 28.526      |

¹ A causa dels esdeveniments del Maig del 68, la final es va disputar amb tres setmanes de retard. A la fi del temps reglamentari, els dos equips puntuaven 6-6 i 9-9 a la fi de la pròrroga. Per no haver de disputar una nova final, el FC Lourdes va ser declarat campió de França pel nombre d'assaigs marcats, 2 contra cap del RC Toulon.

## Jugadors emblemàtics (per ordre cronològic)
Trenta-vuit jugadors del FC Lourdes han estat internacionals.
Els germans Prat, Barthe, Lacaze et Rancoule van deixar el club a la fi de la temporada 1958 - 1959, minvant des de llavors els efectius del club.
- Clément Dupont (16 cops internacional)
- Eugène Buzy (17)
- Robert Soro (21)
- Antoine Labazuy (11)
- Jean Prat (51)
- Maurice Prat (31)
- Henri Rancoule (27)
- Jean Barthe (26)
- Henri Domec (20)
- Claude Lacaze (33)
- Pierre Lacaze (7)
- Louis Guinle (0)
- Thomas Mantérola (2)
- Roger Martine (25)
- Michel Crauste (62)
- Arnaud Marquesuzaa (10)
- Roland Crancée (2)
- Jean Gachassin (32)
- Michel Arnaudet (3)
- Jean-Henri Mir (2)
- André Abadie (7)
- André Campaes (14)
- Alain Caussade (12)
- Manuel Carpentier (8)
- Pierre Berbizier (56)
- Michel Crémaschi (11)
- Jean-Pierre Garuet (42)
- Louis Armary (46)